# Australiens liberala parti
Australiens liberala parti (engelska: Liberal Party of Australia) är ett borgerligt politiskt parti i Australien, bildat 1944 och formellt registrerat den 31 augusti 1945. Partiet föregicks av The Commonwealth Liberal Party (upplöst 1916) och United Australia Party. Partiet är, tillsammans med Australiens arbetarparti, ett av de två dominerande partierna i landets politik. 
Generellt agerar partiet frihandelsvänligt, men accepterar stor statlig inblandning i ekonomin, även om denna position omprövats sedan 1980-talets privatiseringar (som leddes av Bob Hawkes Laborregering). Partiet värnar också banden till USA, vilket visat sig genom att man stödde invasionen av Irak 2003. Liberala partiet är alltså sitt namn till trots konservativt, men förordar å andra sidan ekonomisk liberalism.
Partiet har ett tätt samarbete med National Party samt lokalavdelningarna Country Liberal Party och Liberal National Party (en regional sammanslagning av liberalerna och National Party i Queensland). Tillsammans formar men den så kallade koalitionen (Coalition), som i det federala parlamentet i hög grad uppträder som ett samlat mitten-höger-block, både i regeringsställning och under oppositionsperioder.
Partiet bildade senast federal regering 2013–2022, men är sedan parlamentsvalet 2022 i opposition.

## Partiledare
- 1945 – Robert Menzies (Premiärminister 1949-66)
- 1966 – Harold Holt (Premiärminister 1966-67)
- 1968 – John Gorton (Premiärminister 1968-71)
- 1971 – William McMahon (Premiärminister 1971-72)
- 1972 – Billy Snedden
- 1975 – Malcolm Fraser (Premiärminister 1975-83)
- 1983 – Andrew Peacock
- 1985 – John Howard
- 1989 – Andrew Peacock
- 1990 – Dr John Hewson
- 1994 – Alexander Downer
- 1995–2007  John Howard (Premiärminister 1996-2007)
- 2007–2008  Brendan Nelson
- 2008–2009  Malcolm Turnbull
- 2009–2015  Tony Abbott (Premiärminister 2013-2015)
- 2015–2018  Malcolm Turnbull (Premiärminister 2015-2018)
- 2018–2022  Scott Morrison (Premiärminister 2018-2022)
- 2022– Peter Dutton